# Pla de Mallorca
El Pla de Mallorca és una comarca mallorquina (segons la divisió comarcal proposada per Vicenç Maria Rosselló el 1964) que abasta els municipis centrals de l'illa. Encara que no té reconeixement oficial, sí que en té a les geografies mallorquines.

## Territori

### Geografia
La comarca s'estén al voltant de 600 km², representant aproximadament el 21,6% de la superfície total de l'illa. La zona central presenta una complexitat geològica notable, amb terrenys de diferents edats i litologies, així com una alternança de puigs i valls. Les altituds oscil·len entre els 50 i els 150 metres, encara que alguns puigs poden superar els 300 metres. El punt més elevat és el Puig de Randa, que assoleix els 543 metres d'altitud.

### Hidrografia
El Pla de Mallorca és travessat per diversos torrents i afluents. Alguns desemboquen a la Badia d'Alcúdia, com els torrents de Son Bauló, de Son Real i de na Borges; altres flueixen cap a l'Albufera d'Alcúdia, com els torrents de Muro i de Sant Miquel. També hi ha cursos d'aigua que es dirigeixen a la Badia de Palma a través del torrent Punxuat i els barrancs de Sa Talaia i de Son Gual, o cap a la depressió de Campos, on convergeixen al torrent de Son Barbut, afluent del torrent de Son Xorc.
La comarca compta amb dos aqüífers subterranis importants: el de la plana Sa Pobla-Muro, que també s'estén pel Raiguer i la part nord del Pla de Mallorca, i el de Sa Marineta, situat al sud i connectat amb la Badia d'Alcúdia. Aquest darrer és de difícil explotació humana a causa de la seva tendència a la salinització.

### Clima
El clima és típicament mediterrani, amb estius secs i calorosos i hiverns freds i humits. Les precipitacions són més abundants a la tardor, com a la resta de Mallorca. Tanmateix, el Pla presenta algunes característiques específiques: l'oscil·lació tèrmica és notable per la seva ubicació interior, que minimitza els efectes moderadors de la mar. Les boires són freqüents, i es poden produir pluges intenses que superin els 200 mm en poques hores.

### Vegetació
Les comunitats vegetals predominants són l'alzinar i la garriga o ullastrar. Alguns dels espais naturals més destacats, on es conserva la vegetació autòctona, són els puigs de Randa, de Son Seguí, de Bonany, de Sant Miquel i de Sant Nofre, així com la Comuna de Lloret i la zona de na Borges.

### Espais naturals
El Pla compta amb molts espais naturals protegits sota gestió pública, tot i que manquen de continuïtat ecològica. A nivell internacional, diversos indrets formen part de la Xarxa Natura 2000, com les ZEC (Zones Especials de Conservació) de Cova de Son Lluís (Porreres), Xorrigo (Santa Eugènia), Randa (Montuïri i Algaida) i Na Borges (Petra), a més de les ZEPA (Zones d'Especial Protecció per a les Aus) del Massís de Randa, Pla de Vilafranca i Pla des Blanquer.
A nivell estatal, zones com el sud d'Algaida, Montuïri, Vilafranca, part de Sant Joan i tot Porreres estan incloses en la "Zona de protecció de l'avifauna contra l'electrocució en línies elèctriques d'alta tensió" i són àrees prioritàries per a la reproducció, alimentació i dispersió d'aus catalogades. A nivell autonòmic, dins el marc de la Llei d'Espais Naturals, es troben els ANEI (Àrees Naturals d'Especial Interès) del Barranc de Son Gual i Xorrigo, Bonany, Massís de Randa, Puig de Sant Miquel, Puig de Son Seguí i Puig de Sant Nofre.

## Patrimoni
El Pla de Mallorca posseeix una rica herència arqueològica que evidencia la presència humana des d'èpoques antigues. La comarca acull nombrosos i importants jaciments, com el poblat talaiòtic de Son Fornés a Montuïri, els talaiots des Racons a Llubí i el santuari de Son Corró a Costitx.
L'arquitectura dels pobles del Pla es caracteritza per la importància dels temples parroquials. L'Església ha estat un element clau en les tradicions populars i la vida sociocultural de la comarca, amb moltes festes d'origen religiós. A nivell arquitectònic, les esglésies parroquials són els edificis més destacats de cada municipi pel seu valor històric i artístic. Alguns temples, com els de Sineu, Petra o Porreres, són especialment notables per la seva antiguitat. La majoria dels nuclis de població van créixer al voltant d'aquestes esglésies. A més, existeixen altres construccions religioses significatives, com creus de terme, rectories, convents, santuaris i ermites.
Les possessions del Pla de Mallorca són grans finques rurals que han estat fonamentals en l'organització del paisatge agrari i en la vida rural de la comarca. Amb una estructura social ben definida, les possessions estaven ocupades pels senyors, els amos o arrendataris, i els missatges, que eren la força laboral principal. Aquestes finques combinaven funcions residencials i productives, amb diverses tasques agràries i ramaderes realitzades segons la grandària de l'explotació. Malgrat els conflictes històrics i els canvis de propietat, les possessions han perdurat al llarg dels segles. Avui dia, moltes han canviat d’ús, sovint transformades en agroturismes o hotels rurals, i s'han convertit en testimonis arquitectònics que reflecteixen la transició de la tradició agrícola a noves funcions econòmiques.
El Pla compta amb diversos museus d'interès cultural i patrimonial. Entre ells destaquen el Museu de Ciències Naturals de Costitx, que exhibeix col·leccions relacionades amb la fauna i la flora de la zona; la Casa Museu de Fra Juníper Serra a Petra, dedicada al missioner mallorquí fundador de diverses missions a Califòrnia; i el Museu de la Paraula a Sant Joan, que preserva i difon el patrimoni oral i les tradicions locals.

## Demografia
Segons les dades de l'IBESTAT corresponents a l'any 2023, la població total empadronada en els municipis que conformen la Mancomunitat del Pla de Mallorca és de 43.122 persones, la qual cosa representa aproximadament el 4,6% de la població total de l'illa.
 El municipi més poblat és Algaida, seguit de Porreres; tots dos són els únics que superen els 5.000 habitants. La resta de municipis tenen menys de 5.000 habitants, amb Sineu i Vilafranca de Bonany al capdavant. El municipi amb menor població és Ariany, amb 976 habitants l'any 2023, seguit de prop per Costitx, Lloret de Vistalegre i Santa Eugènia.
La comarca del Pla de Mallorca presenta un envelliment de la població més acusat que el conjunt de les Illes Balears. A partir dels 65 anys, la proporció de persones és superior a la mitjana balear, mentre que en les edats fins als 40 anys (excepte en la franja de 0 a 15 anys) és inferior. Aquest fet es reflecteix en una piràmide poblacional invertida, on la natalitat disminueix i l'esperança de vida augmenta, provocant un envelliment progressiu de la població. No obstant això, s'ha observat un increment en el nombre de menors de 16 anys, la qual cosa indica una tendència al rejoveniment demogràfic, possiblement influenciada per la immigració, fenomen que també s'ha produït a la resta de Mallorca.

## Activitat econòmica
El Pla de Mallorca no es pot considerar una comarca aïllada dins de l'illa, sinó que forma part gairebé totalment de l'Àrea Urbana Funcional de Palma, composta per 33 municipis amb Palma com a capital. Aquesta àrea manté una relació de dependència amb Palma, especialment per motius laborals i serveis especialitzats, encara que també compta amb serveis locals propis.
En l'àmbit turístic, el Pla ha estat principalment una zona de trànsit entre Palma i les àrees costaneres turístiques. Tanmateix, l'impacte turístic ha influït en aspectes com l'abandonament d'usos tradicionals, el deteriorament del patrimoni etnològic i l'especulació urbanística, posant en risc els valors culturals i naturals de la comarca. L'augment del turisme d'interior, impulsat pel lloguer vacacional, ha generat noves places hoteleres i pressió addicional sobre les infraestructures i serveis.
L'agricultura manté una certa activitat econòmica destacable al Pla, especialment amb el cultiu de secà i la ramaderia ovina, bovina i porcina. Tot i que l'economia del Pla només representa un 1,88% de la riquesa total de Mallorca, el sector agrícola aporta un 13,21% del valor, molt superior a altres sectors. El Pla concentra el 3,34% dels treballadors de l'illa, però el 13,03% dels del subsector agrícola (dades de 2017). Cert productes agraris transformats mostren senyals d'èxit, com 22 marques d'oli amb la Denominació d'Origen Oli de Mallorca, i diverses bodegues amb la Denominació d'Origen Protegida Pla i Llevant o com a Vi de la Terra de Mallorca.

## Mancomunitat Pla de Mallorca
L'entitat anomenada Mancomunitat Pla de Mallorca, que agrupa els pobles de la comarca (excepte Santa Margalida i Muro) i que va néixer per fer possible la implantació d'alguns serveis que de manera individual els pobles que la integren no podien assumir, si té reconeixement oficial.
Informació actualitzada per un bot. Els canvis manuals es perdran quan s'actualitzi!
| Escut | Municipi             | Població      | Superfície km² | Densitat | Altitud | Codi postal | Codi territorial | Dades a Wikidata              |
| ----- | -------------------- | ------------- | -------------- | -------- | ------- | ----------- | ---------------- | ----------------------------- |
|       | Algaida              | 6.311 (2024)  | 89,8           | 70,29    | 201     | 07210       | 07004            | Modifica les dades a Wikidata |
|       | Costitx              | 1.516 (2024)  | 15,4           | 98,76    | 138     | 07144       | 07017            | Modifica les dades a Wikidata |
|       | Lloret de Vistalegre | 1.619 (2024)  | 17,4           | 92,83    | 152     | 07518       | 07028            | Modifica les dades a Wikidata |
|       | Llubí                | 2.505 (2024)  | 34,9           | 71,78    | 74      | 07430       | 07030            | Modifica les dades a Wikidata |
|       | Maria de la Salut    | 2.397 (2024)  | 30,5           | 78,62    | 123     | 07519       | 07035            | Modifica les dades a Wikidata |
|       | Montuïri             | 3.216 (2024)  | 41,1           | 78,27    | 172     | 07230       | 07038            | Modifica les dades a Wikidata |
|       | Muro                 | 8.115 (2024)  | 58,6           | 138,6    | 83      | 07440       | 07039            | Modifica les dades a Wikidata |
|       | Petra                | 3.184 (2024)  | 70,1           | 45,4     | 111     | 07520       | 07041            | Modifica les dades a Wikidata |
|       | Porreres             | 5.888 (2024)  | 86,8           | 67,8     | 136     | 07260       | 07043            | Modifica les dades a Wikidata |
|       | Sant Joan            | 2.228 (2024)  | 38,5           | 57,81    | 152     | 07240       | 07049            | Modifica les dades a Wikidata |
|       | Santa Eugènia        | 1.899 (2024)  | 20,3           | 93,78    | 149     | 07142       | 07053            | Modifica les dades a Wikidata |
|       | Santa Margalida      | 13.757 (2024) | 86,5           | 159,02   | 100     | 07450       | 07055            | Modifica les dades a Wikidata |
|       | Sencelles            | 3.900 (2024)  | 52,9           | 73,78    | 120     | 07140       | 07047            | Modifica les dades a Wikidata |
|       | Sineu                | 4.469 (2024)  | 47,7           | 93,61    | 145     | 07510       | 07060            | Modifica les dades a Wikidata |
|       | Vilafranca de Bonany | 3.816 (2024)  | 23,9           | 159,4    | 119     | 07250       | 07065            | Modifica les dades a Wikidata |